# Raïon de Baount-Evenk
Le raïon de Baount-Evenk (en bouriate : Баунтын Эвенкын аймаг, Baounty Evenskyne aïmag, en russe : Ба́унтовский эвенки́йский райо́н, Baountovski evenkiski raïon) est une subdivision administrative (raïon) et une municipalité (raïon municipal) de la république de Bouriatie en Russie. Situé en Sibérie orientale, le raïon se situe dans une zone montagneuse de l'est de la république, et il estl imitrophe du kraï de Transbaïkalie à l'est. Son centre administratif est le village de Bagdarine, et il compte en tout 24 localités. Sa population s'élevait à 8 122 habitants en 2023.